# HD 125288
HD 125288 è una stella nella costellazione australe del Centauro, nota anche come v Centauri, in base alla nomenclatura Bayer, mentre la nomenclatura con HD è riferita al catalogo Henry Draper. La stella ha una tonalità blu-bianca ed è debolmente visibile, avendo una magnitudine apparente di 4,30. Sulla base delle misurazioni della parallasse, si trova a una distanza di circa 1.230 anni luce dal Sole e potrebbe trattarsi di una stella in fuga che si sta muovendo verso ovest e sta ricadendo nel piano galattico. Ha una magnitudine assoluta di -3,56. 
La stella è una supergigante di tipo B, classificabile come B5Ib/II o B6Ib, con un'età di circa 37 milioni di anni, una massa pari a 8 volte la massa del Sole, una circonferenza 19 volte quella del Sole e ruota su sé stessa con una velocità di rotazione di 23 km/sec. La sua luminosità è 806 volte quella del Sole, con una temperatura efficace di 7.081 K. 
Nel 2016, un asterismo che includeva HD 125288 (SAO 241641) è stato identificato ufficiosamente in onore di David Bowie.